# Chrysolina janczyki
Chrysolina janczyki é uma espécie de artrópode pertencente à família Chrysomelidae.